# Stanley Williams
Stanley "Tookie" Williams (29. december 1953 – 13. december 2005) var tidligere leder af den californiske bande The Crips. Han blev dødsdømt i 1981 for 4 mord og henrettet den 13. december 2005.
Under sit ophold på dødsgangen var han indtil 1993 involveret i flere overfald på vagter og flere flugtplaner. I 1993 ændrede hans attitude og fraskrev sig bl.a. sit bandemedlemsskab, udgav flere børnebøger og arbejdede for at undgå at unge mennesker endte som ham. I 2004 blev der lavet en film over hans liv Redemption: The Stan Tookie Williams Story med Jamie Foxx som Stanley Williams.